# John F. Tefft
John F. Tefft, né le 16 août 1949 à Madison (Wisconsin), est un diplomate américain, ambassadeur des États-Unis auprès de la fédération de Russie de 2014 à 2017. Auparavant, il est ambassadeur des États-Unis en Ukraine, en Géorgie et en Lituanie.

## Biographie
John F. Tefft obtient un Bachelor of Arts de l'université Marquette à Milwaukee puis un Master of Arts de l'université de Georgetown à Washington, D.C.. 
Il entre au département d'État des États-Unis en 1972 et est envoyé à divers postes à Jérusalem, Budapest et Rome avant de devenir chargé d'affaires à Moscou. Il est par la suite suppléant du secrétaire d'État assistant pour l'Europe et l'Eurasie puis successivement ambassadeur des États-Unis en Lituanie de 2000 à 2003, ambassadeur des États-Unis en Géorgie entre 2005 et 2009 puis ambassadeur des États-Unis en Ukraine de 2009 à 2013.
En 2014, Barack Obama le nomme ambassadeur des États-Unis en Russie. Cette nomination est confirmée par un vote du Sénat des États-Unis le 31 juillet 2014.